# Оберто ди Масса
Оберто ди Масса (итал. Oberto di Massa; ум. 1190) — маркиз ди Масса (Оберто III), маркиз Корсики, в 1187—1190 правитель юдиката Кальяри.
Из рода Обертенгов. Сын Альберто Корсо и его жены Кальсерины ди Курте, внук Оберто II ди Луна. Потомок по прямой мужской линии Оберто I — предка родов д’Эсте, Маласпина, Паллавичино и др.
В 1187 году возглавил эскадру пизанских кораблей, завоевавшую сардинский юдикат Кальяри, после чего стал его правителем и затем по наследству передал сыну.
Жена — Джиорджия ди Лакон-Гунале, дочь Гонарио II, судьи Торреса. Сын:
- Гульельмо ди Масса (ум. 1214), судья Кальяри и Арбореи.